# Georgi Wanjan
Georgi Wanjan (armenisch Գեորգի Վանյանը; * 9. Mai 1963 im Dorf Qaraçinar, Goranboy (Rayon), Aserbaidschanische SSR, UdSSR; † 15. Oktober 2021 in Tiflis, Georgien) war ein armenischer Menschenrechtler und Friedensaktivist. Er galt als einer der größten Verfechter der armenisch-aserbaidschanischen Versöhnung nach jahrzehntelangem Konflikt um die Region Bergkarabach.

## Biographie
Wanjan absolvierte 1991 das Staatliche Institut für Theater und Kinematographie Jerewan. Bis 1994 war er als Theater- und Filmschauspieler tätig. Von 1993 bis 1997 war er Gründer und Chefredakteur der Zeitschrift „Arar“.
Zwischen 1996 und 2005 leitete Wanjan die Allgemeinschule Nr. 61 in Jerewan.
2002 rief Wanjan das „Kaukasuszentrum für Friedensinitiativen“ ins Leben. Das erklärte Ziel bestand darin, die Treffen zivilgesellschaftlicher Vertreter aus Armenien und Aserbaidschan zu organisieren und zur Versöhnung beider Volksgruppen, die einst friedlich zusammenlebten, beizutragen. Dadurch hat er sich zur Zielscheibe der nationalistischen Kreise gemacht, die Wanjan als „Verräter“ bezeichneten.
Ende 2007 veranstaltete Wanjan die „Aserbaidschan-Tage“ in einer öffentlichen Schule von Jerewan, was jedoch von einer kleinen Gruppe nationalistischer Blogger gestört wurde.
Im Jahr 2011 eröffnete Wanjan ein Friedenszentrum im georgischen Dorf Tekali, unweit der Grenze zu Armenien und Aserbaidschan. Das Projekt wurde von einer Gruppe zivilgesellschaftlicher Aktivisten, Kulturschaffenden und Journalisten aus Aserbaidschan, Armenien und Georgien unterstützt.
Im April 2012 versuchte Wanjan mit Unterstützung der US-amerikanischen und britischen Botschaften ein Festival aserbaidschanischer Filme in Gjumri, der zweitgrößten Stadt Armeniens, zu organisieren. Die Veranstalter wurden im Vorfeld massiv eingeschüchtert und mit Rache gedroht. Die Aktion musste schließlich abgesagt werden, nachdem Dutzende nationalistisch gesinnte Demonstranten den Veranstaltungsort blockiert hatten.
Nach anhaltenden Drohungen und dem behördlichen Druck musste Wanjan 2014 das Kaukasuszentrum für Friedensinitiativen schließen.
Während des Zweiten Bergkarabachkrieges im Herbst 2020 postete Wanjan einen Facebook-Beitrag, indem er die Militäraktionen der armenischen Regierung harsch kritisierte und diese zum Dialog mit Aserbaidschan aufforderte. Dafür wurde er von der Polizei mit einer Geldstrafe belegt.
Wanjan war eng befreundet mit Emin Milli, dem aserbaidschanischen Menschenrechtsaktivisten. Beide befürworteten den von der Zivilgesellschaft getragenen Versöhnungsprozess zwischen Armenien und Aserbaidschan. Er starb am 15. Oktober 2021 an COVID-19.